# العطاوية الشعيبة (العطاوية الشعبية)
العطاوية الشعيبة هي إحدى مشيخات المملكة المغربية، تتبع جغرافيا لإقليم قلعة السراغنة وإداريًا لالعطاوية الشعبية. يقدر عدد سكانها بـ 3886 نسمة حسب الإحصاء الرسمي للسكان والسكنى لسنة 2004.